# 丰管马先蒿
丰管马先蒿（学名：Pedicularis amplituba）是列当科马先蒿属的植物，为中国的特有植物。分布于中国大陆的云南等地，生长于海拔3,460米的地区，一般生于岩山坡上，目前尚未由人工引种栽培。